# John Ratcliffe
John Lee Ratcliffe (nasceu a 20 de outubro de 1965) é um político e advogado americano que atualmente serve como Diretor da Agência Central de Inteligência. Serviu como Diretor de Inteligência Nacional na primeira administração Trump de 2020 a 2021. Ele atuou anteriormente como o membro da Câmara dos Representantes, representando 4º distrito do Texas, a partir de 2015 a 2020. Durante o seu tempo no Congresso, Ratcliffe foi considerado como um dos membros mais conservadores.
O presidente Donald Trump anunciou a 28 de julho de 2019 que pretendia nomear Ratcliffe para substituir Dan Coats como Diretor de Inteligência Nacional. Ratcliffe retirou-se depois que senadores republicanos levantaram preocupações sobre ele.
A 28 de fevereiro de 2020, o presidente Trump anunciou que nomearia Ratcliffe novamente como Diretor de Inteligência Nacional, e após a aprovação do Senado, ele renunciou ao seu lugar na Câmara e foi empossado a 26 de maio. Ratcliffe fez afirmações públicas que contradiziam as próprias avaliações da comunidade de inteligência, e afastou funcionários de carreira da comunidade de inteligência.
Em 12 de novembro de 2024, o presidente eleito Trump anunciou que nomearia Ratcliffe para o cargo de Diretor da Agência Central de Inteligência. Ele foi confirmado pelo Senado em 23 de janeiro, por uma votação de 74-25, e assumiu o cargo no mesmo dia.

## Juventude e educação
Nasceu em Mount Prospect, Illinois, a noroeste de Chicago , Ratcliffe era o caçula de seis filhos; os seus pais eram professores. Ele formou-se na Carbondale Community High School em Carbondale, Illinois; pela University of Notre Dame em 1987 com um Bacharel em Artes em Governo e Estudos Internacionais; e a Escola de Direito da Southern Methodist University (agora Dedman School of Law ) com um Juris Doctor em 1989.

## Posições políticas

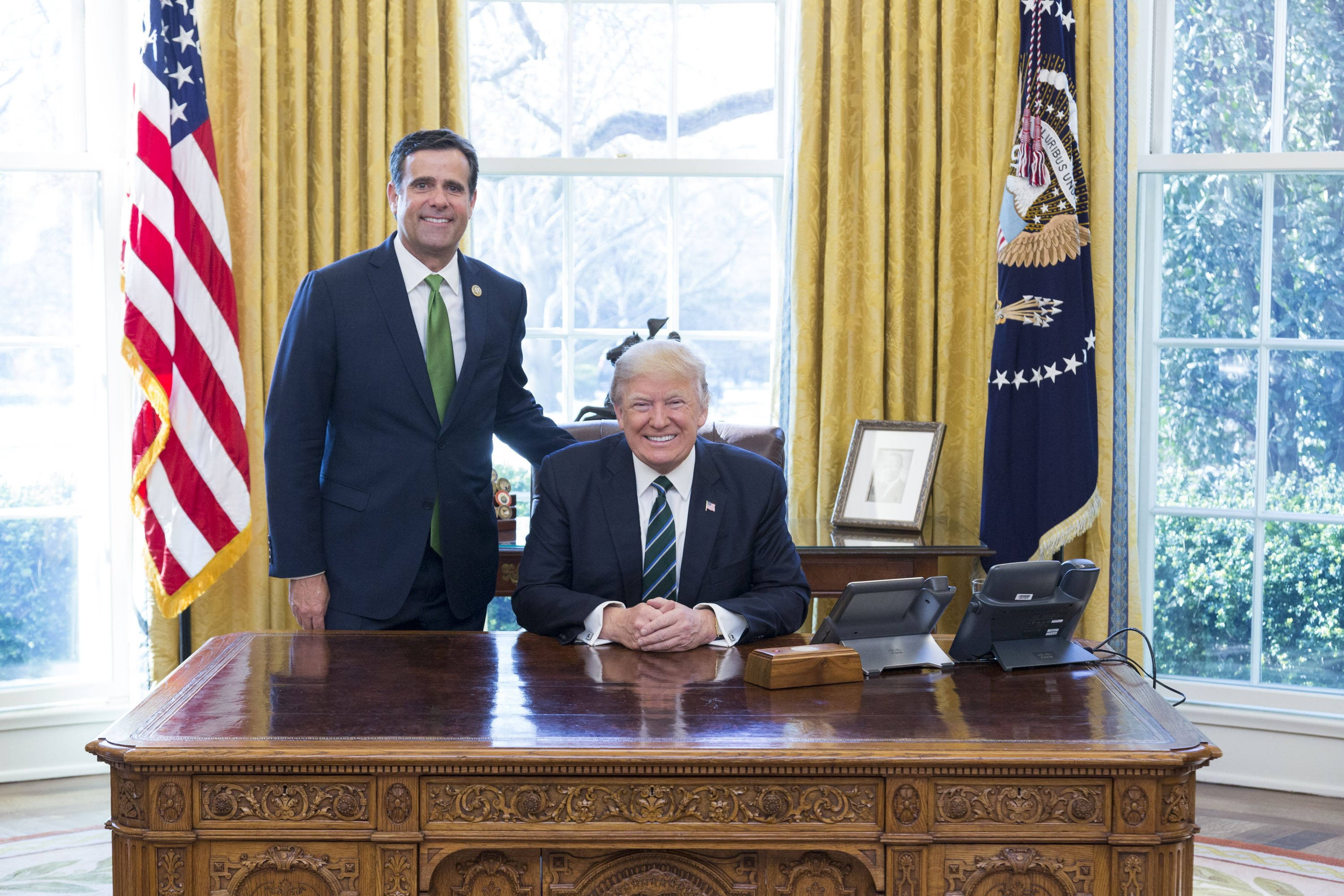
Donald Trump e John Ratcliffe, na Sala Oval.

Ratcliffe foi considerado um dos membros mais conservadores do Congresso. Em 2016, a Heritage Foundation classificou Ratcliffe como o legislador mais conservador do Texas no Congresso e o segundo legislador mais conservador do país.

### Irão
Ratcliffe tem uma posição agressiva sobre o Irão.

### Imigração
Ratcliffe apoiou a ordem executiva do presidente Donald Trump de 2017 de proibir a imigração de sete países predominantemente muçulmanos, afirmando: "Aplaudo as ações do presidente Trump para impedir o veto de refugiados que tentam entrar em nosso país."

### Limites de mandatos
Quando concorreu pela primeira vez ao Congresso, Ratcliffe disse que os limites de mandato eram uma parte central de sua plataforma. Ele disse que "Eu me limitei a quatro mandatos."

### Cibersegurança
Ratcliffe foi presidente do Subcomitê de Segurança Interna da Câmara sobre Cibersegurança e Proteção de Infraestrutura durante o 115º Congresso (2017-19), quando os republicanos controlavam a Câmara.
Em março de 2014, Ratcliffe supervisionou uma audiência no Congresso, "O Estado Atual do Engajamento do Setor Privado do DHS para a Segurança Cibernética", que estudou maneiras de fazer com que o setor privado e o Departamento de Segurança Interna cooperassem melhor para prevenir atividades terroristas. Ele obteve o testemunho de várias organizações: Hitrust Alliance, Intel Security Group, Symantec , Palo Alto Networks e New America 's Open Technology Institute.
A 16 de dezembro de 2016, Barack Obama assinou o HR 5877 de Ratcliffe "Ato de parceria de pesquisa avançada Estados Unidos-Israel de 2016" como lei pública. A 2 de novembro de 2017, Donald Trump assinou como lei pública o HR 1616 de Ratcliffe "Fortalecimento da Lei Estadual e Local de Combate ao Crime Cibernético de 2017".

## Vida pessoal
Ratcliffe e sua esposa, Michele, vivem com suas duas filhas em Heath, Texas.